# Фролов, Иван Тимофеевич
Ива́н Тимофе́евич Фроло́в (1 сентября 1929 года, с. Доброе, Центрально-Чернозёмная область, СССР — 18 ноября 1999 года, Ханчжоу, Китай) — советский и российский философ

, академик РАН, АН СССР (1987, член-корр с 1976), в 1990—1991 — член Политбюро ЦК КПСС, в 1989—1990 — секретарь ЦК КПСС, в 1989—1991 — главный редактор газеты «Правда».
Доктор философских наук (1966), профессор МГУ. С 1991 года — организатор и директор Института человека РАН.
Депутат Верховного Совета СССР 11 созыва (довыборы). Народный депутат СССР в 1989—1991 годах.

## Биография
В 1953 году окончил философский факультет МГУ имени М. В. Ломоносова. Во время учёбы на философском факультете одновременно посещал занятия на биологическом факультете, участвовал в дискуссиях о наследственности.
С 1952 года — на редакционной работе (Издательство АН СССР, журнал «Вопросы философии», журнал «Проблемы мира и социализма», журнал «Человек»).
В 1958 году в Институте философии АН СССР защитил диссертацию на соискание учёной степени кандидата философских наук по теме «Детерминизм и телеология (о философской интерпретации проблемы органической целесообразности)».
Член КПСС с 1960 года.
В 1965 году в Институте философии АН СССР защитил диссертацию на соискание учёной степени доктора философских наук по теме «Проблемы методологии биологического исследования (система методов биологии)».
В 1965—1968 годах — помощник секретаря ЦК КПСС по идеологии П. Н. Демичева. В 1968—1977 годах — главный редактор журнала «Вопросы философии». С 1971 года — профессор философского факультета МГУ. 23 декабря 1976 года был избран членом-корреспондентом АН СССР по Отделению философии и права.
В 1960—1970-е годы выпустил ряд работ в защиту генетики. Как писал академик Л. Л. Киселёв в 2001 году, «книга И. Т. Фролова „Генетика и диалектика“ (М., 1968)… получила одобрение не только известных генетиков того времени Б. Л. Астаурова и Д. К. Беляева, но и таких корифеев мировой науки как Нобелевские лауреаты Н. Н. Семёнов и П. Л. Капица».
В 1977—1979 годах — ответственный секретарь журнала «Проблемы мира и социализма». С 1980 года — председатель Научного совета при Президиуме АН СССР по комплексной проблеме «Философские и социальные проблемы науки и техники».
В 1986—1987 годах — главный редактор журнала «Коммунист», в 1986—1989 годах — ведущий цикла передач «Философские беседы» на Центральном телевидении. Член ЦК КПСС (1986—1991), секретарь ЦК КПСС (1989—1990), член Политбюро ЦК КПСС (1990—1991).
С 1987 года — помощник по науке, образованию и культуре Генерального секретаря ЦК КПСС (сменил на этой должности академика Г. Л. Смирнова). Философ А. С. Ципко впоследствии отмечал: «Когда помощником Горбачёва по идеологии стал Иван Фролов, на вооружение был взят „молодой“, не революционный, но всё же Маркс с его теорией коммунизма как „подлинного гуманизма“».
С 1987 года — президент Философского общества СССР, затем — Российского философского общества. 23 декабря 1987 года избран академиком АН СССР.
В 1989—1991 годах — главный редактор газеты «Правда»; ответственный редактор «перестроечного» учебника «Введение в философию». В 1989 году совместно с академиком А. А. Баевым стал инициатором создания государственной программы «Геном человека». С 1989 года — председатель редакционного совета созданного им журнала «Человек».
С 1991 года — организатор и директор Института человека РАН; с 1992 года — сопредседатель Российского национального комитета по биоэтике.
В 1988 - 1993 годах - 1-й вице-президент Международной федерации философских обществ. В 1993 году — председатель организационного комитета по подготовке и проведению XIX Всемирного философского конгресса в Москве. В 1993 -1998 годах — член исполнительного комитета Международной федерации философских обществ.
Жил в Москве по адресу: ул. Большая Бронная, д. 19
Похоронен в Москве на Троекуровском кладбище.
С 2001 года в Институте философии РАН проводятся ежегодные Фроловские чтения.

## Научная деятельность
И.Т. Фролов – специалист в области философии естествознания, философских проблем научно-технической революции и философии человека, инициатор ряда исследовательских направлений в российской философии (глобалистика, танатология, биоэтика, виртуалистика).
В философии биологии изучал мировоззренческие и методологические принципы познания живой природы, проблему детерминизма и телеологии в биологии. Разработал концепцию «органического детерминизма»: целесообразность в живой природе рассматривал как сложную форму причинных отношений, которая характеризуется влиянием на организм не только постоянных факторов, связанных с непосредственными условиями его существования, но и факторов, случайных для этих условий.
В философии генетики большое значение имела книга И.Т. Фролова «Генетика и диалектика» (1968), где на основе анализа дискуссий вокруг генетики вскрывались причины, методы и последствия ее разгрома, решалась задача философского преодоления лысенкоизма.
В философии НТР им выдвинуто понятие «Век биологии» в «Большой науке» («Big science»), превращающей самого человека в объект изучения. На основе изучения проблемы социальной и биологической адаптации человека к последствиям научно-технического прогресса, разработал концепцию глобальных проблем современности, определил критерии их выделения, причины обострения типологию и классификацию, сформулировал основные методологические и социально-этические регулятивы человеческой деятельности в условиях обострения глобальных проблем.
В социологии и этике науки, в частности, в биоэтике им сформулирована идея внутреннего единства познавательных, ценностных и социально-практических принципов в современной науке, «человеческого измерения» научного и социального прогресса, нового синтеза науки и гуманизма.
В философии человека разработал концепцию нового гуманизма, в соответствии с которой разум и гуманность должны взаимно дополнять друг друга во имя спасения человечества. Глобальные проблемы понимал прежде всего как социально-этические: лишь гуманный человек и гуманизированная наука способны использовать созданную обществом технику и технологию на пользу человечества. Пришел в к выводу, что социализация и гуманизация науки позволят «Веку биологии» перейти в «Век антропологии» – век единой науки о человеке, преодолевающей дуализм естественнонаучного и социально-гуманитарного познания и исходящей из Марксовой посылки об опосредствовании биологического социальным в становлении человека. Выдвинул идею комплексного, междисциплинарного подхода к изучению человека, в соответствии с которым философия человека в рамках общей антропологии (человековедения) выполняет триединую – интегративную, методологическую и ценностно-регулятивную – функцию по отношению к наукам, во все большей степени становящимся науками о человеке, становится модератором и лоцманом в массиве знаний о человеке. Им было опубликовано более 450 работ, многие из которых издавались в разных странах мира.
Как отмечал Арран Гар (Arran Gare), в 1985 году на конференции в Центре истории и философии науки Бостонского университета Иваном Фроловым была высказана идея о том, что глобальный экологический кризис может способствовать созданию мирного миропорядка. Он утверждал, что преодоление глобального экологического кризиса может стать основой для объединения человечества, прекращения холодной войны и угрозы ядерного уничтожения. Согласно Гару, Фролов в значительной степени опирался на экономические и философские рукописи Маркса, чтобы доказать, что люди должны рассматривать себя не как отделённых от природы, а как участников природных процессов. Он также ссылался на работы Владимира Вернадского и его концепции биосферы и ноосферы. А характеризуя собственные взгляды, указывал на свою связь с марксизмом-ленинизмом, но с опорой на ранние работы Маркса, считал себя близким к «западным марксистам».

### Основные работы
- «Философские проблемы современной биологии» (М., 1961);
- «О причинности и целесообразности в живой природе (философский очерк)» (М., 1962);
- «Очерки методологии биологического исследования (система методов биологии)» (М., 1965);
- «Генетика и диалектика» (М., 1968);
- «Проблема целесообразности в свете современной науки» (М., 1971);
- «Мендель, менделизм и диалектика», (М., 1972; в соавт. с С. А. Пастушным);
- Научный поиск и философская борьба в биологии. — М.: Знание, 1972. — 62 с. — (Новое в жизни, науке, технике), Серия «Биология»; 1972. — Вып. 3 (в соавт. с А. Я. Ильиным);
- «Политика КПСС и современные проблемы философии» (1972; в соавт.);
- «Методологические принципы теоретической биологии» (М., 1973);
- «Философия и современная биология» (1973; в соавт.);
- «Современная наука и гуманизм» (М., 1974);
- «Прогресс науки и будущее человека: опыт постановки проблемы, дискуссии, обобщения» (М., 1975);
- «Менделизм и философские проблемы современной генетики» (М., 1976; в соавт. с С. А. Пастушным);
- «Диалектика и этика в биологии» (М., 1978; на франц. яз.);
- «Перспективы человека. Опыт комплексной постановки проблемы, дискуссии, обобщения» (М., 1979; 2-е изд. 1983);
- «Глобальные проблемы современности: научный и социальный аспекты» (М., 1981; в соавт. с В. В. Загладиным);
- «Жизнь и познание. О диалектике в современной биологии» (1981);
- «Сущность и значение глобальных проблем» (1981);
- «Глобальные проблемы и будущее человечества» (М., 1982; на англ., хинди, финском яз.);
- «Человек — наука — гуманизм» (М., 1982);
- «Материалистическая диалектика. Краткий очерк теории» (М., 1980; 2-е изд. 1985; в соавт.);
- «Человек и его будущее как глобальная проблема современности» (М., 1984);
- «Экологическая пропаганда в СССР» (1984; в соавт.);
- «О смысле жизни, о смерти и бессмертии человека» (М., 1985);
- «Человек, наука, гуманизм: новый синтез» (М., 1986; пер. на англ., нем., франц. яз.);
- «Этика науки: проблемы и дискуссии» (М., 1986; 2-е изд. 2009; в соавт. с Б. Г. Юдиным);
- «Этические аспекты биологии» (1986; в соавт.);
- «Социализм и прогресс человечества. Глобальные проблемы цивилизации» (М., 1987; в соавт.);
- «Философия и история генетики: поиски и дискуссии» (М., 1988);
- «О человеке и гуманизме. Работы разных лет» (1989);
- «Введение в философию» (ч. 1—2, 1989—1990; редактор);
- «Квинтэссенция. Философский альбом» (1990; в соавт.);
- «Новый гуманизм» (1997);
- «Человеческий потенциал: опыт комплексного подхода» (М., 1999);
- «Избранные труды» (2002—2003, тт. 1—3);
- «Философия глобальных проблем. Работы разных лет». — М.: URSS, 2019.
- "О смысле жизни, о смерти и бессмертии человека". - М.: ЛЕНАНД, 2022 (ISBN 978-5-9710-9829-4)
- "Судьба России. Последние статьи, интервью, выступления". — М.: Канон+, 2023 (ISBN 978-5-88373-783-0)
- "Жизнь: познание и заблуждения. Интервью и выступления. Ч. 1". - М.: Канон+, 2024 (ISBN 978-5-88373-827-1)
- "Жизнь: познание и заблуждения. Интервью и выступления. Ч. 2". - М.: Канон+, 2024 (ISBN 978-5-88373-828-8)

## Награды
Награждён орденами Трудового Красного Знамени, Дружбы народов, «Знак Почёта», медалями «За доблестный труд», «В память 850-летия Москвы», золотой медалью ВДНХ СССР, золотой медалью им. Г. И. Менделя Академии наук Чехословакии.
Лауреат премии ЮНЕСКО «Глобал 500».